# Безденица
Безденица (болг. Безденица) — село в Болгарии. Находится в Монтанской области, входит в общину Монтана. Население составляет 322 человека.

## Политическая ситуация
В местном кметстве Безденица, в состав которого входит Безденица, должность кмета (старосты) исполняет Корделия Йорданова Йорданова (Национальное движение «Симеон Второй» (НДСВ)) по результатам выборов.
Кмет (мэр) общины Монтана — Златко Софрониев Живков (независимый) по результатам выборов.